# Homeworld: Cataclysm
Homeworld: Cataclysm fue originalmente desarrollado en el año 2000 como una expansión del Homeworld original, pero después se convirtió en un juego independiente. Fue producido por Sierra Entertainment, como el primero, pero se prescindió de Relic Entertainment para ser desarrollado por Barking Dog Studios.
Cataclysm usa el mismo motor que el original, y en esencia es un juego del mismo tipo - combate espacial estratégico en tres dimensiones - con algunas mejoras en la interfaz, una nueva historia, y nuevos modelos de naves.

## Jugabilidad

### Cambios Notables
Numerosos pequeños cambios fueron añadidos, como la habilidad de aumentar la velocidad del tiempo dentro del juego hasta 8 veces. Esto acelera los típicamente lentos procesos de recolección de recursos después de una batalla, y la reconstrucción de la flota cuando el nivel ha finalizado. Se agregaron actualizaciones en las naves, mejorando el blindaje y añadiendo nuevas habilidades. A las Naves Nodrizas y a los Transportadores se les dio la habilidad de añadirse módulos externos destinados a la investigación o para aumentar el tamaño de la flota. El combustible fue completamente eliminado del juego, por lo que los jugadores no tenían que estar pendientes del nivel de combustible de sus corbetas y cazas. Además, la pantalla del Administrador de Sensores podía ser usado para darles órdenes de ataque a las unidades aliadas, característica no incluida en el original. El juego también incluía ahora el ajuste de la dificultad desde muy fácil hasta muy difícil, lo que fue de agradecer debido a la dificultad de algunas misiones del Homeworld original.
Al contrario del original, la Nave Nodriza no sólo era capaz de moverse, sino también de atacar. A pesar de su movimiento lento y metódico, la Nave Nodriza era capaz de desarrollar un amplio arsenal ofensivo. Por ejemplo, es capaz de desplegar un gigantesco cañón capaz de erradicar naves capitales a larga distancia. Así pues, la Nave Nodriza pasaba de ser una responsabilidad a ser un elemento ofensivo a tener en cuenta, especialmente durante los momentos posteriores de la historia.
El juego es más pequeño en escala que su predecesor, disminuyendo el número de naves pero dotándolas de mayor versatibilidad. Los Procesadores, por ejemplo, son una versión mejorada de los Controladores de Recursos de Homeworld. Se les dotó con armamento medio para defensa contra cazas menores, rayos reparadores para asistir a otras naves -especialmente recolectores de recursos- y cuatro paneles (en vez de un solo) para amarrar Recolectores de recursos. Los Recolectores del juego, más pequeños pero más versátiles, desempeñan las mismas funciones que en el Homeworld original. Sin embargo, estas naves, cuando son mejoradas, son capaces de capturar naves enemigas y reparar naves aliadas, cumpliendo con los roles de tres clases de naves de Homeworld.

## Historia
La nueva historia transcurre 15 años después de los acontecimientos de la primera parte. Se centra en la lucha del insignificante grupo de mineros conocidos como Kiith Somtaaw, un clan menor de los Kushan, y su involuntaria liberación de una nueva y mortífera entidad que amenaza la galaxia, llamada La Bestia. Su misión consistirá en investigar y encontrar una forma de erradicarla. En la historia reaparecerán los Bentusi, los Piratas Turánicos y los Taiidanos, aunque no veremos a los Kadeshi.
El juego se centra en el viaje del carguero minero Kuun-Lan, que es en esencia la Nave Nodriza del jugador. Al principio del juego la nave no tiene casi armas, posibilidades de investigación, ni poder ofensivo. A medida que progresamos en el juego, la nave cambia, desechando las partes viejas destinadas a operaciones mineras, y añadiendo otras nuevas para investigación militar o producción de naves. Para el final del juego, el Kuun-Lan se habrá transformado desde un carguero minero en una nave de guerra completamente capaz.
El juego empieza con el Kuun-Lan llevando a cabo operaciones mineras en algún lugar del espacio profundo. Después de recibir una señal de socorro del planeta natal Hiigara, la nave regresa al planeta para proporcionar asistencia en una batalla contra las fuerzas del Imperio Taiidano. Después de la batalla, se le ordena a la tripulación del Kuun-Lan que encuentre y repare un destructor desaparecido, el Bushan-Re. Al reparar dicho destructor, una nave abandonada es encontrada flotando cerca. Tras una discusión con los ancianos del clan (mencionados en el juego como "Kiith-sa") para ver qué hacer, se decide que el Kuun-Lan buscará la nave de investigación Clee-San para indagar sobre la nave abandonada, la cual presentaba una tecnología nunca antes vista, en vez de compartir el descubrimiento con otro Kiith y perder las oportunidades del Kiith Somtaaw de obtener un avance tecnológico.
Tras liberar al Clee-San de un campo minado Turánico, este se une al Kuun-Lan y se empieza a investigar la nave abandonada. Durante dicho análisis, algo empieza a tomar control del puente inferior del Kuun-Lan donde se está investigando la nave abandonada. El grupo de investigación convence entonces al mando del Kuun-Lan para que abandone las secciones inferiores con el propósito de salvar el resto de la nave. El Clee-San es escoltado a la zona inferior abandonada para que realice un examen y determine qué ha pasado. Mientras se realiza el escáner, un rayo de energía es disparado desde los puentes y golpea al Clee-San y a sus escoltas transformándolos y tomando su control. Una flota Turánica llega e intenta abordar el Clee-San, pero también resulta asimilada.
Tras escapar de la batalla, la investigación de la entidad subversiva llamada en código "La Bestia" indica que infecta naves usando un rayo que cubre el objetivo con una capa de nanobots biomecánicos, que convierten toda la biomasa de abordó (la infortunada tripulación/piloto) en una especie de bio-circuitería, enlazada a través de la circuitería artificial existente, tomando así el control de la nave. El Kuun-Lan se dirige a una nave comerciante Bentusi buscando más información.
Tras llegar, la nave Bentusi está bajo ataque de las fuerzas de la Bestia. Las fuerzas del Kuun-Lan luchan y destruyen a los enemigos con la ayuda de la nave Bentusi y de refuerzos del transportador Call-Shto. Durante la batalla la Bestia trata de tomar la nave Bentusi, pero los Bentusi se autodestruyen antes que ser conquistados. La investigación realizada tras la batalla sobre los datos encontrados en la nave alienígena revelan que la Bestia se originó hace alrededor de un millón de años cuando una nave alienígena, la Naggarok recogió una entidad desconocida del hiperespacio. Tras tratar de investigar dicha entidad, el Naggarok y su tripulación fueron asimilados. En un intento de prevenir que la Bestia escapara, los motores de la nave fueron destruidos, pero esto liberó de forma automática una nave de salvamento emitiendo una señal de ayuda; esta nave contenía a la Bestia.
Después de salvar al convoy de refugiados de la República Taiidana de La Bestia, se descubre que el Imperio Taiidano está desarrollando un arma biológica similar a La Bestia. El Kuun-Lan se reúne con un espía de la República Taiidana que les informa que el arma está siendo desarrollada en una base de investigación en el planeta Gozan 4. Tras capturar un recolector de recursos enemigo que servirá como grupo de asalto a la base, el Kuun-Lan se dirige al planeta.
El plan para destruir la base es llevado a cabo, rescatando la información, y el Kuun-Lan escapa a esconderse en un campo de escombros lejos del lugar de la batalla. Ya entre los escombros, el Kuun-Lan halla los restos de un cañón de asedio, y lo adapta a la nave. El Kuun-Lan recibe ataques de los Piratas que desean igualmente obtener el cañón. Durante la batalla, el Caal-Shto (que fue infectado por la Bestia) llega y destruye o conquista a las fuerzas piratas. Lo que una vez fue la sección de la cubierta inferior del Kuun-Lan emerge desde el hiperespacio, pero ahora es la Nave Nodriza de la Bestia. Se dispara un tiro del Cañón de Asedio hacia la Nave Nodriza, pero éste no le causa daños importantes. El Kuun-Lan huye, y decide que para dañar efectivamente a la Bestia, se necesita una muestra de la original de a bordo del Naggarok. El Kuun-Lan busca a su nave hermana, la Faal-Corum, para solicitarle su asistencia.
El Kuun-Lan llega para encontrar al Faal-Corum siendo atacado por fuerzas de la Bestia. Después de combatir a las naves de la Bestia y destruir al transportador que las asistía, el Faal-Corum transfiere su equipo de astronavegación al Kuun-Lan. Éste se dirige entonces a una base Turánica para lograr acceder a sus cartas de astronavegación avanzadas para localizar más precisamente a la Naggarok. Después de atacar la base lo suficiente como para forzarles a rendirse, el Kuun-Lan obtiene al personal de navegación Pirata y se dirige hacia la ubicación del Naggarok.
En mitad del hiperespacio los propulsores del Kuun-Lan son dañados por un saboteador y el Kuun-Lan sale del hiperespacio en medio de una emboscada por parte de fuerzas Imperialistas Taiidanas. El Faal-Corum llega y ayuda al Kuun-Lan en batalla, transfiriendo el mando de su flota de apoyo. Después de combatir al enemigo y reparar la nave, el Kuun-Lan enfila el rumbo hacia el Naggarok.
El Naggarok es descubierto y está siendo reparado por los Imperialistas. El Kuun-Lan intenta razonar con ellos, pero la Bestia les ha prometido la mitad de la galaxia a cambio de ayudarles a recuperar su poder. Las fuerzas del Kuun-Lan luchan contra las fuerzas Imperialistas y de la Bestia y obtienen una muestra de la Bestia. Después de capturar una nave Imperial que huía, el interrogatorio revela que los Imperialistas están intentando capturar un astillero Republicano, donde se está preparando una nueva arma bautizada con el nombre código "Luna Nómada", y que la Bestia está tratando de obtener el arma.
Tras modificar el Cañón de Asedio con la muestra obtenida, el Kuun-Lan se dirige hacia una flota Bentusi para solicitarles ayuda para superar los problemas de sobrecalentamiento del Cañón de Asedio. Al llegar se descubre que los Bentusi están intentando escapar de la galaxia a través de un enorme portal hiperespacial. Después de destruir el portal y razonar con los Bentusi, éstos acceden a ayudar a modificar el cañón de asedio para que éste funcione apropiadamente.
El Kuun-Lan marcha a destruir al Clee-San, esperando que esto provoque que éste llame a la Nave Nodriza de la Bestia. Tras una larga batalla, el cañón de asedio es disparado y destruye al Clee-San, pero no antes que de éste envíe una señal de socorro. Tras volver a disparar el cañón de asedio y destruir a la Nave Nodriza de la Bestia, el Kuun-Lan y la flota se preparan para atacar al Naggarok en el astillero Republicano.
Tras llegar, el Kuun-Lan encuentra la base bajo ataque de fuerzas de la Bestia,y el arma Luna Nómada bajo el control de la Bestia, protegiendo al Naggarok. Después de asistir a las fuerzas Republicanas restantes, la Luna Nómada es destruida por el Kuun-Lan. El Naggarok comienza a desplazarse a una velocidad increíble, y la investigación determina que está utilizando un propulsor sin inercia. Aparece una nave Bentusi y transfiere los planos de diseño para un caza de iones al Kuun-Lan, y el Kuun-Lan destruye al Naggarok y la Bestia de una vez por todas.
Posteriormente, en la secuencia final, podemos ver el emblema o escudo característico del clan Somtaaw transformado en un emblema similar pero con la forma añadida de un filo de espada, atravesando unas mandíbulas abiertas y afiladas, en clara alusión a la Bestia y su destrucción. Este nuevo emblema ilustra cómo un humilde pueblo minero, a través del valor y en contra de las posibilidades, se convirtió en el cazador de la mayor amenaza a la que se haya enfrentado la galaxia.
Aunque los eventos del juego son considerados canónicos, no son mencionados en la otra secuela, Homeworld 2.

## Curiosidades
- La Nave Nodriza del juego original de Homeworld puede ser vista en las escenas cinemáticas visibles al principio y al final.

- Aunque no se menciona en el juego, el manual establece que la tripulación del Kuun-Lan fue parte del grupo de colonizadores que fueron congelados criogénicamente en el Homeworld original.

- En la misión en la que el/la jugador/a debe destruir un portal hiperespacial, los Bentusi mencionan a Karan S'jet, la mujer que se unió a la Nave Nodriza para servir como su ordenador.

- En la primera misión, se puede ver el planeta Hiigara.

- El nombre Naggarok puede haber venido de la palabra Ragnarok, el fin del mundo en la mitología Nórdica.

- Hay algunas similitudes entre Homeworld: Cataclysm y la película Alien:

-El transbordador que Ripley usa para escapar del Nostromo, aparece en una de las escenas cinemáticas, entre los niveles 1 y 2.
-El Kuun-Lan es enviado a investigar un fenómeno anormal en el espacio, igual que el Nostromo. Posteriormente a esto, se descubrió una nueva especie.
-La Nave de Infiltración "Lapa" de Somtaaw tiene el mismo diseño que un Alien, y su descripción técnica dice: "La micronave está desarmada excepto por una carga de ácido molecular".

### Revisiones
- Revisión de IGN (en inglés) Archivado el 23 de noviembre de 2006 en Wayback Machine.

### Sitio web oficial
- Official homepage (en inglés)

### Sitios de fanes
- Un sitio con MOD's para Cataclysm

### Sitios de estrategias y tácticas
- Página de Inicio de Cata's Lost Saints  - Estrategias, Tácticas, Mapas, y Grabaciones de Partidas de los mejores jugadores en línea de Cataclysm

- Datos: Q3139711